# Liste der Biografien/Pae
Liste der Biografien |
Portal Biografien |
Personensuche
# |
A |
B |
C |
D |
E |
F |
G |
H |
I |
J |
K |
L |
M |
N |
O |
P |
Q |
R |
S |
T |
U |
V |
W |
X |
Y |
Z |
?
 
Pa |
Pc |
Pe |
Pf |
Ph |
Pi |
Pj |
Pk |
Pl |
Pm |
Pn |
Po |
Pr |
Ps |
Pt |
Pu |
Pv |
Pw |
Py
 
Paa |
Pab |
Pac |
Pad |
Pae |
Paf |
Pag |
Pah |
Pai |
Paj |
Pak |
Pal |
Pam |
Pan |
Pao |
Pap |
Paq |
Par |
Pas |
Pat |
Pau |
Pav |
Paw |
Pax |
Pay |
Paz
Die Liste der Biografien führt alle Personen auf, die in der deutschsprachigen Wikipedia einen Artikel haben. Dieses ist eine Teilliste mit 138 Einträgen von Personen, deren Namen mit den Buchstaben „Pae“ beginnt.

## Pae
- Pae Myong-nam (* 1982), nordkoreanischer Eishockeyspieler
- Pae, Gil-su (* 1972), nordkoreanischer Kunstturner

### Paec
- Paech, Carlo (* 1992), deutscher Stabhochspringer
- Paech, Hermann (1877–1956), deutscher Werftleiter
- Paech, Iris (* 1961), deutsche Musikproduzentin und Songschreiberin
- Paech, Joachim (* 1942), deutscher Film- und Medienwissenschaftler
- Paech, Katharina Larissa (* 1975), deutsche Musikwissenschaftlerin und Cembalistin
- Paech, Niko (* 1960), deutscher VolkswirtschaftlerNiko Paech (* 1960)

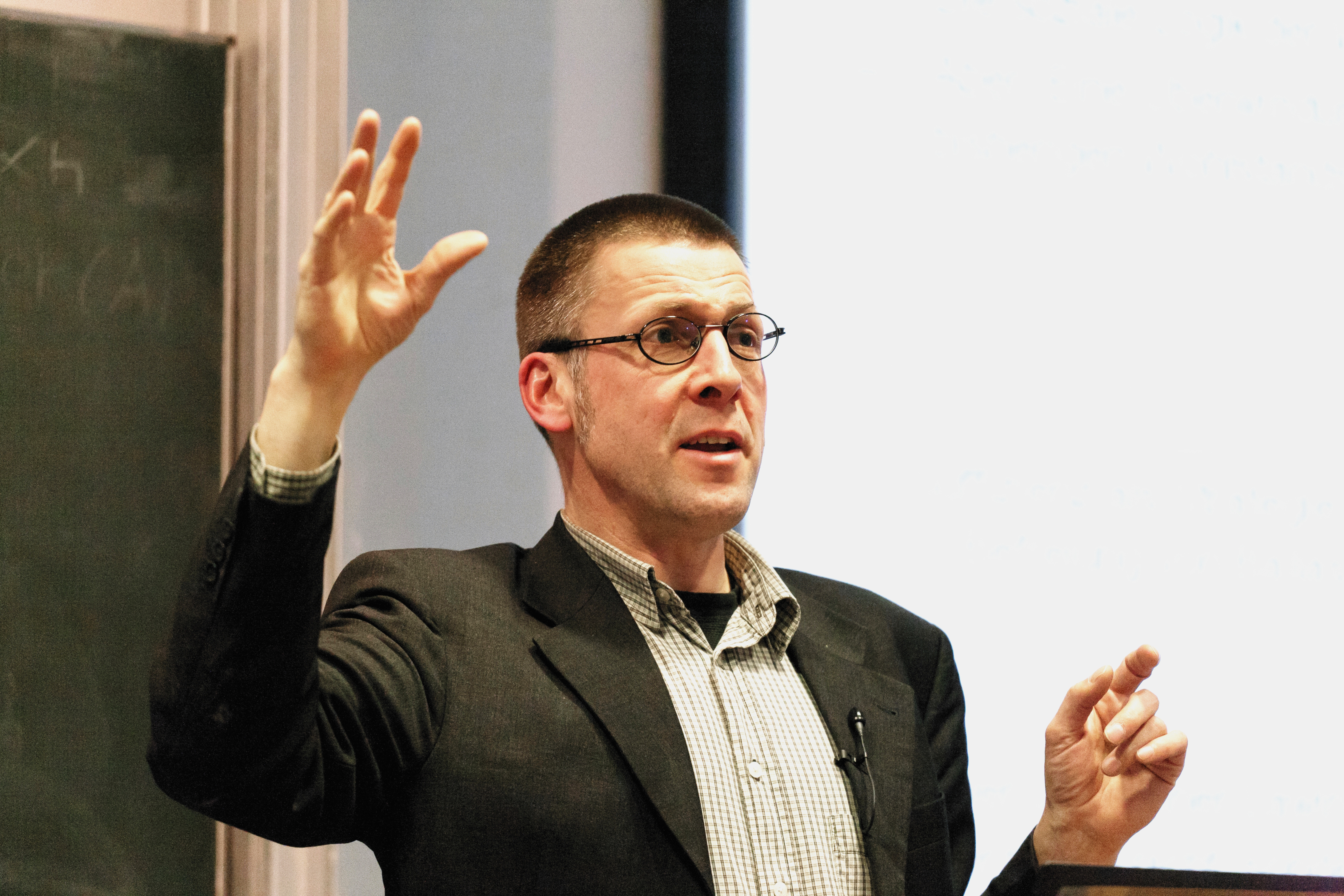
Niko Paech (* 1960)

- Paech, Norman (* 1938), deutscher Politiker (Linke), MdB, Hochschullehrer
- Paeckelmann, Werner (1890–1952), deutscher Geologe und Paläontologe
- Paeckelmann, Wolfgang (1882–1970), deutscher Physiker und Oberstudiendirektor sowie Mitgründer und zeitweise Leiter der Studienstiftung des deutschen Volkes

### Paed
- Paede, Paul (1868–1929), deutscher Maler

### Paef
- Paeffgen, C. O. (1933–2019), deutscher Maler und Bildhauer
- Paeffgen, Gilbert (* 1958), deutscher Jazzmusiker (Schlagzeug, Hackbrett, Komposition)
- Paeffgen, Hans-Ullrich (* 1945), deutscher Jurist und Strafrechtler
- Paeffgen, Hartmut (1942–2006), deutscher Journalist
- Paeffgen, Theodor (1910–1969), deutscher SS-Offizier, Regierungsrat beim Sicherheitsdienst der SS
- Paefgen, Elisabeth (* 1954), deutsche Literaturwissenschaftlerin und Literaturdidaktikerin
- Paefgen, Franz-Josef (* 1946), deutscher Manager, Chairman & CE von Bentley Motors

### Paeh
- Paehr, Gunhild (1928–1968), deutsche Schauspielerin, Schriftstellerin und Hörspielautorin

### Paek
- Paek, Jim (* 1967), koreanisch-kanadischer Eishockeyverteidiger und -trainer
- Paek, Keebong (* 1964), südkoreanischer Jurist und Richter am Internationalen Strafgerichtshof
- Paek, Min-sŏk (* 1971), südkoreanischer Schriftsteller
- Paek, Myong-suk (* 1954), nordkoreanische Volleyballspielerin
- Paek, Nam-sun (1929–2007), nordkoreanischer Politiker
- Paeke, Jürgen (* 1948), deutscher Gerätturner

### Pael
- Paeleman, Tony (* 1981), französischer Keyboarder des Jazz
- Paelike, Karl Friedrich (1736–1783), deutscher Jurist und Hochschullehrer
- Paelinck, Joseph (1781–1839), belgischer Maler

### Paen
- Pænda (* 1988), österreichische SängerinPænda (* 1988)

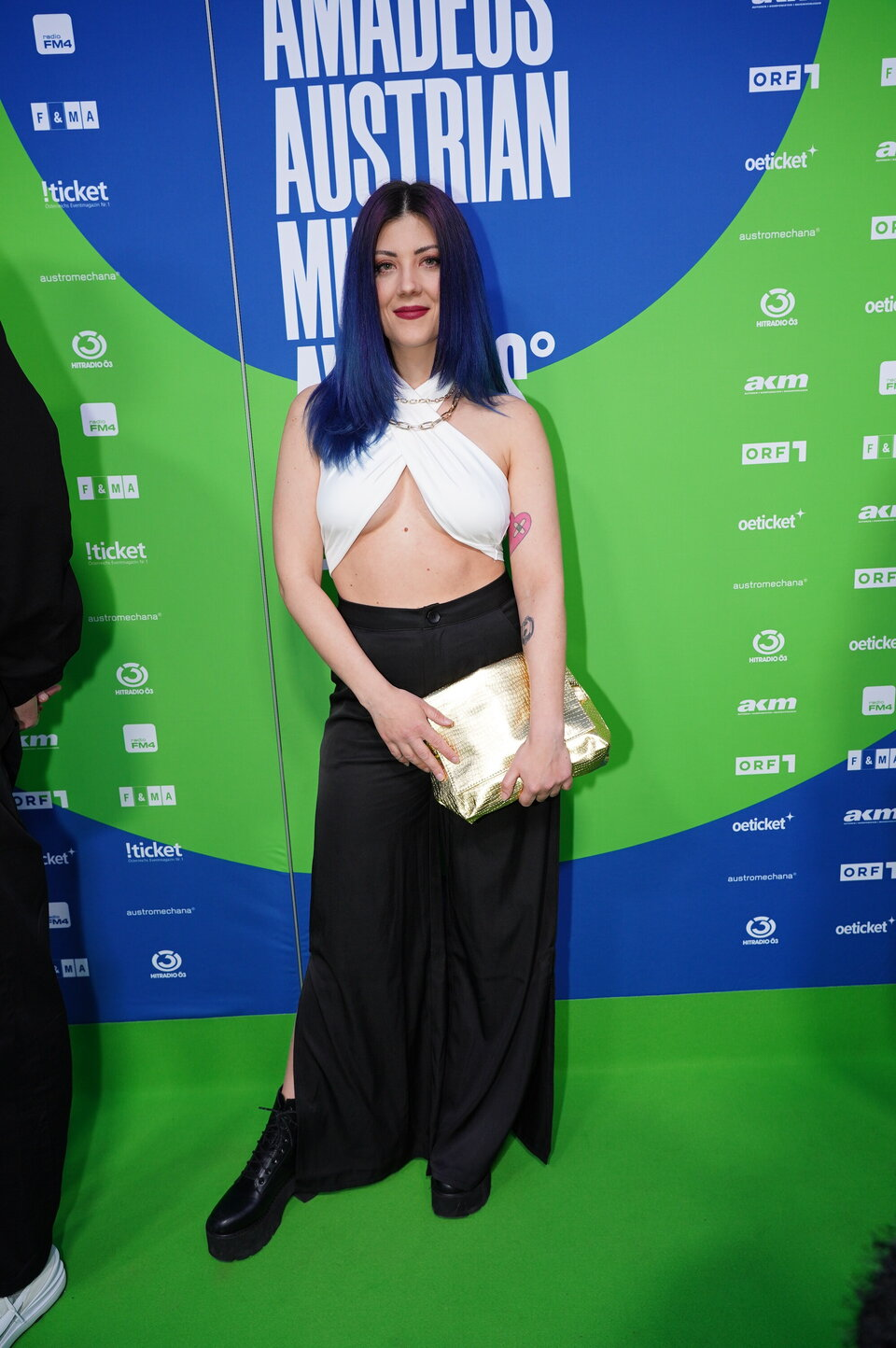
Pænda (* 1988)

- Paenhuijsen, René, belgischer Turner
- Paeniu, Bikenibeu (* 1956), tuvaluischer Premierminister
- Paenza, Adrián (* 1949), argentinischer Mathematiker

### Paeo
- Paeonius, Prokop († 1613), böhmischer Mediziner und Dichter

### Paep
- Paepcke, Fritz (1916–1990), deutscher Romanist, Übersetzer und Übersetzungswissenschaftler
- Paepcke, Hendrik von (* 1974), deutscher Vielseitigkeitsreiter und Unternehmer
- Paepcke, Hermann (1851–1922), US-amerikanischer Industrieller
- Paepcke, Lotte (1910–2000), deutsche SchriftstellerinLotte Paepcke (1910–2000)

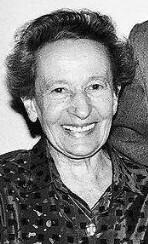
Lotte Paepcke (1910–2000)

- Paepcke, Moritz Christian von (1776–1857), deutscher Jurist, Gutsbesitzer und Landtagsdeputierter
- Paepcke, Walter (1896–1960), US-amerikanischer Industrieller und Philanthrop
- Paepke, Detlev (* 1950), deutscher Politiker (LDPD/FDP)
- Paeplow, Friedrich (1860–1934), deutscher Politiker (SPD), MdHB, MdR

### Paer
- Paër, Ferdinando (1771–1839), italienischer Komponist
- Paerisch, Manfred (1921–2008), deutscher Sportmediziner, Hochschullehrer
- Paerl, Jetty (1921–2013), niederländische Sängerin
- Paernio, Demetrio (1851–1914), italienischer Bildhauer

### Paes
- Paes, Eduardo (* 1969), brasilianischer Politiker
- Paes, Fernando (1907–1972), portugiesischer Reiter
- Paes, Juliana (* 1979), brasilianische Schauspielerin
- Paes, Leander (* 1973), indischer TennisspielerLeander Paes (* 1973)

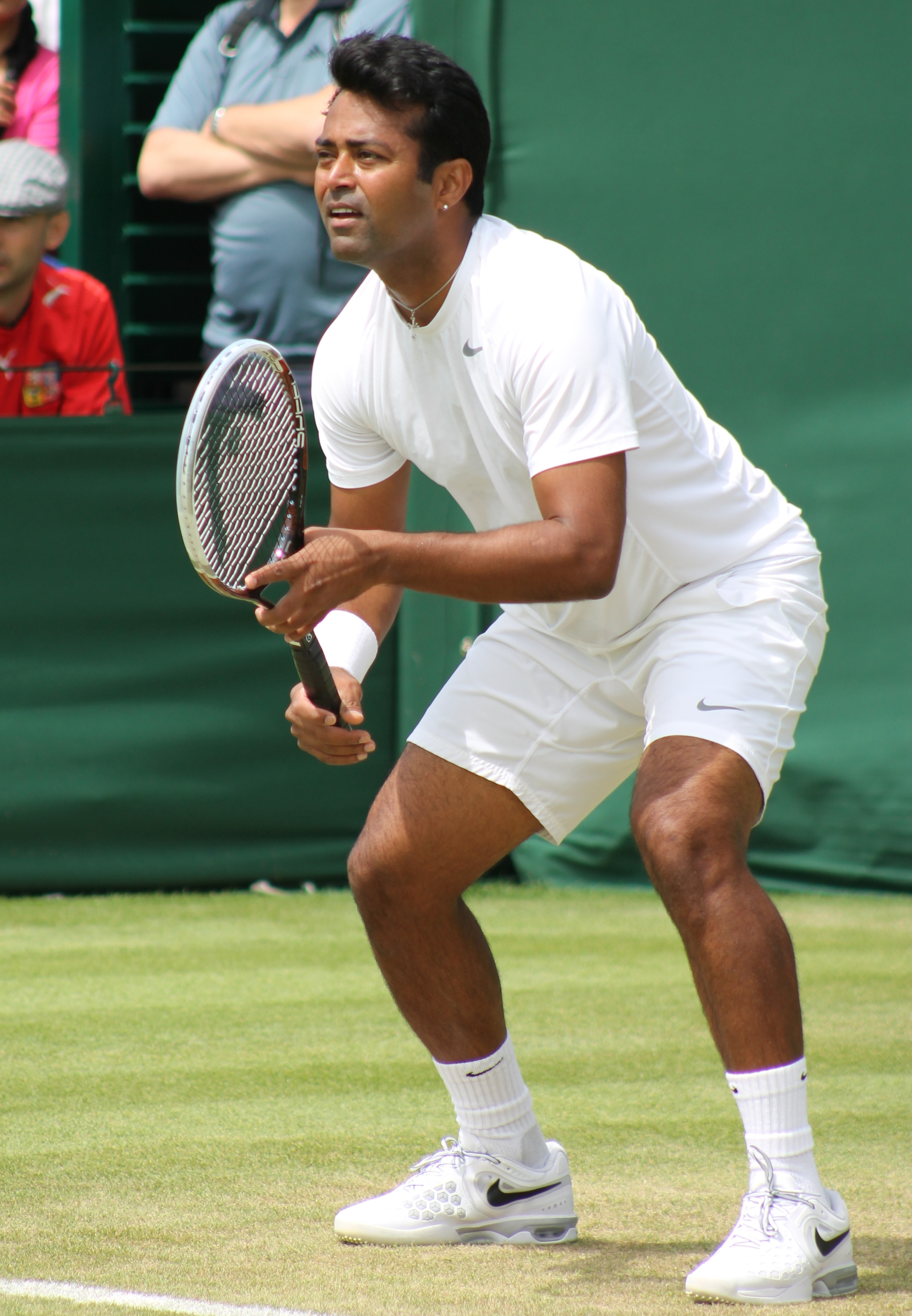
Leander Paes (* 1973)

- Paes, Maarten (* 1998), niederländischer Fußballtorwart
- Paes, Papaléo (1952–2020), brasilianischer Arzt und Politiker
- Paesano, John (* 1977), US-amerikanischer Filmkomponist
- Paeschke, Carl (1895–1983), deutscher Journalist und Maler
- Paeschke, Georg (1878–1929), deutscher Theater- und Stummfilmschauspieler
- Paeschke, Hans (1911–1991), deutscher Journalist
- Paeschke, Olaf (1937–2004), deutscher Verleger und Verlagsmanager
- Paeschke, Paul (1875–1943), deutscher Maler und Grafiker
- Paeserack, Kerstin (* 1963), deutsches Fotomodell und Schönheitskönigin
- Paeslack, Jens (* 1974), deutscher Fußballspieler
- Paeslack, Volkmar (1925–1998), deutscher Internist, Rehabilitationsmediziner und Hochschullehrer
- Paesler, Carolin (* 1990), deutsche Hammerwerferin
- Paesler, Jimmi D. (* 1942), deutscher Maler
- Paesler-Luschkowko, Kurt Hubertus (1892–1976), deutscher Maler und Grafiker
- Paesmans, Dirk (* 1965), belgischer Medienkünstler
- Paeßler, Wilhelm (1809–1884), deutscher Ornithologe, Oologe, Lehrer und Theologe

### Paet
- Paet, Urmas (* 1974), estnischer Politiker, MdEP
- Paetel, Friedrich (1812–1888), deutscher Kommunalpolitiker, Malakologe und Conchylien-Sammler
- Paetel, Georg (1871–1936), deutscher Verleger und Verlagsbuchhändler
- Paetel, Karl Otto (1906–1975), deutscher Journalist und Publizist; NationalbolschewistKarl Otto Paetel (1906–1975)

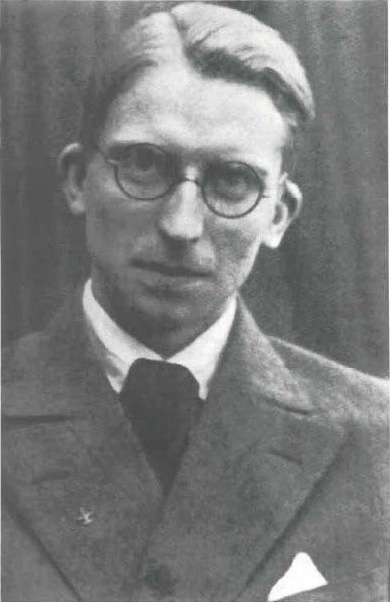
Karl Otto Paetel (1906–1975)

- Paeth, Heiko (* 1970), deutscher Geograf und Hochschullehrer
- Paeth, Jannik (* 1990), deutscher Schauspieler
- Paeth, Julian (* 1987), deutscher Schauspieler
- Paeth, Sascha (* 1970), deutscher Gitarrist, Musikproduzent und Tontechniker
- Paeth, Theodor (1871–1940), deutscher Fabrikant und Politiker (DNVP), MdR
- Paethe, Manfred (1944–2014), deutscher Theaterschauspieler
- Paetina, Aelia, Ehefrau des späteren Kaisers Claudius
- Paetkau, David (* 1978), kanadischer Schauspieler
- Paetongtarn Shinawatra (* 1986), thailändische Milliardärin und PolitikerinPaetongtarn Shinawatra (* 1986)

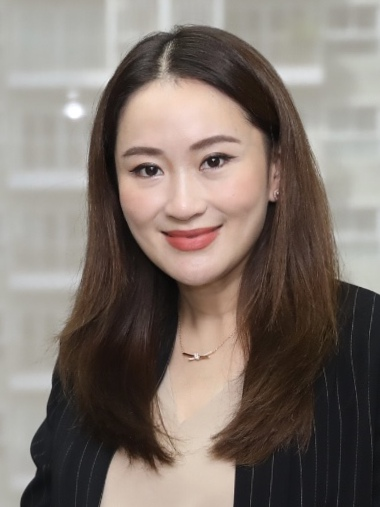
Paetongtarn Shinawatra (* 1986)

- Paetow, Angelika (1954–2015), deutsche Redakteurin
- Paetow, Beate (* 1961), deutsche Volleyball- und Beachvolleyballspielerin
- Paetow, Hubertus (* 1967), deutscher Landwirt und Agrarfunktionär
- Paetow, Karl (1903–1992), deutscher Volkskundler und Schriftsteller
- Paetow, Monika (1944–2018), deutsche Redakteurin
- Paetow, Stefan (* 1943), deutscher Jurist, Richter am BVerwG
- Paetow, Torge (* 1995), deutscher Fußballspieler
- Paetsch, August (1817–1884), deutscher Theaterschauspieler und Opernsänger (Bariton)
- Paetsch, Bruno (1891–1976), deutscher Maler und Grafiker
- Paetsch, Hans (1909–2002), deutscher Schauspieler, Hörspiel- und Synchronsprecher, Filmregisseur
- Paetsch, Nathan (* 1983), kanadischer Eishockeyspieler
- Paetsch, Otto (1878–1927), deutscher Buchhändler und Verleger
- Paetus, Gaius Aelius, römischer Politiker, Konsul 286 v. Chr.
- Paetz gen. Schieck, Hans (1938–2021), deutscher Kernphysiker und Hochschullehrer
- Paetz, Albrecht (1851–1922), deutscher Mediziner und Psychiater
- Paetz, Emma (* 1993), kanadische Schauspielerin
- Paetz, Heinz-Hermann (* 1943), deutscher Steuerberater und Politiker (SPD), MdHB, Sportfunktionär
- Paetz, Holger (* 1952), deutscher Kabarettist, Autor von satirischen Texten und Liedermacher
- Paetz, Juliusz (1935–2019), polnischer römisch-katholischer Erzbischof
- Paetz, Karl Wilhelm (1781–1807), deutscher Jurist
- Paetz, Max (1883–1975), deutscher Filmaufnahmeleiter und Schauspieler
- Paetz, Otto (1914–2006), deutscher Maler
- Paetz, Rolf (1922–1994), deutscher Fußballspieler
- Paetzel, Paul (* 1984), deutscher Comiczeichner und Illustrator
- Paetzel, Ulrich (* 1971), deutscher Politiker (SPD)Ulrich Paetzel (* 1971)

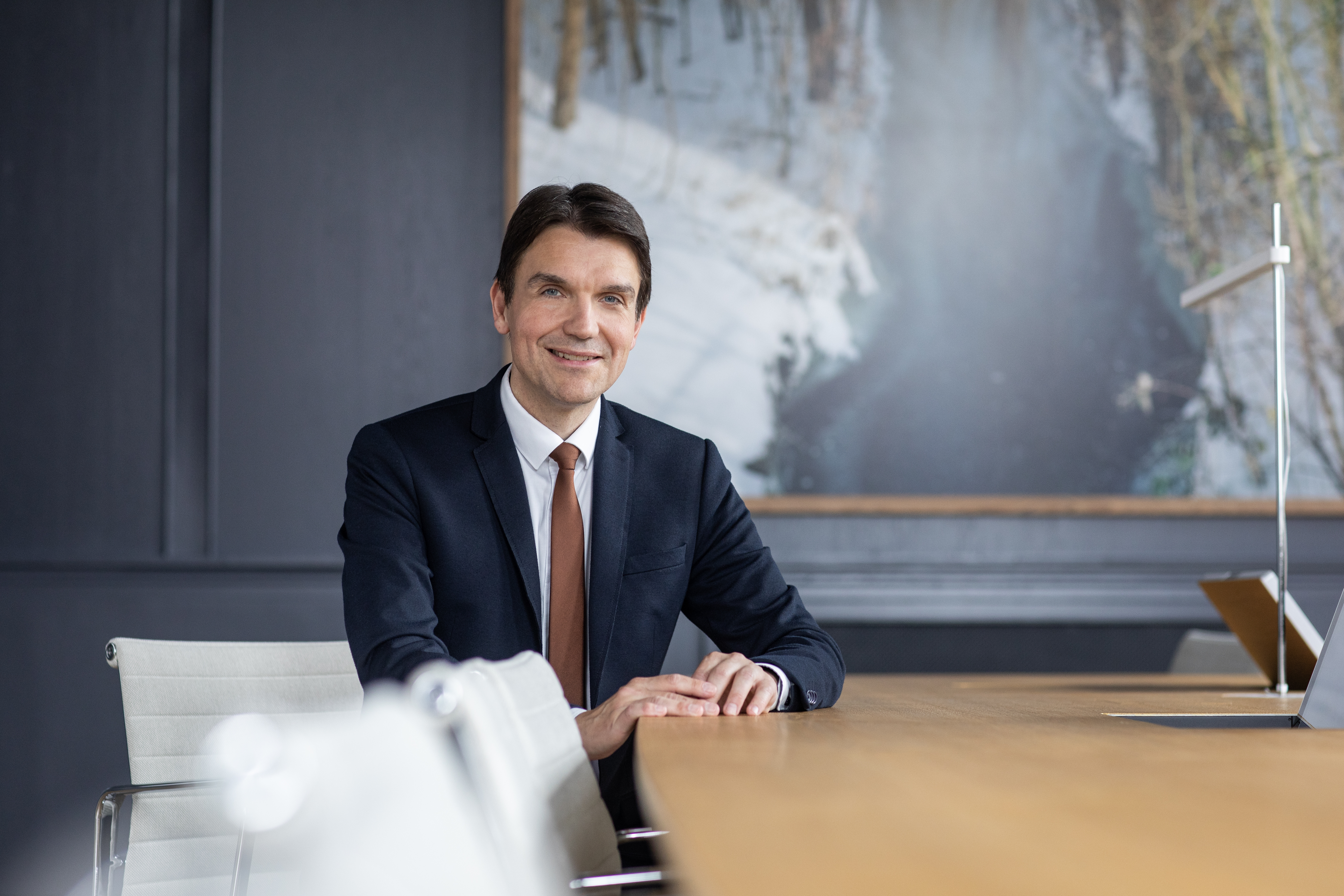
Ulrich Paetzel (* 1971)

- Paetzel, Wilhelm (1864–1944), deutscher Politiker (SPD), MdL
- Paetzke, Hans-Henning (* 1943), deutscher Übersetzer und Schriftsteller
- Paetzmann, Walter (1943–1995), deutscher Kommunalpolitiker (SPD)
- Paetzold, Anne-Else (* 1945), deutsche Theater- und Filmschauspielerin
- Paetzold, Hans-Karl (1916–2002), deutscher Geophysiker und Direktor des Instituts für Geophysik und Meteorologie der Universität zu Köln
- Paetzold, Heinz (1941–2012), deutscher Philosoph und Sozialwissenschaftler
- Paetzold, Helga (1933–1990), deutsch-niederländische Webkünstlerin
- Paetzold, Herbert (* 1943), deutscher Holzblasinstrumentenmacher
- Paetzold, Kathrin (* 1982), deutsche Triathletin
- Paetzold, Peter (1935–2023), deutscher Chemiker und emeritierter Professor für Anorganische Chemie
- Paetzold, Roland (1931–1982), deutscher Chemiker
- Paetzold, Ulrich Wilhelm (* 1982), deutscher Physiker

### Paev
- Paevey, Ryan (* 1984), US-amerikanischer Schauspieler und Model

### Paez
- Páez Garcete, Oscar (1937–2016), paraguayischer Geistlicher, Bischof von Alto Paraná
- Páez Vilaró, Carlos (1923–2014), uruguayischer KünstlerCarlos Páez Vilaró (1923–2014)

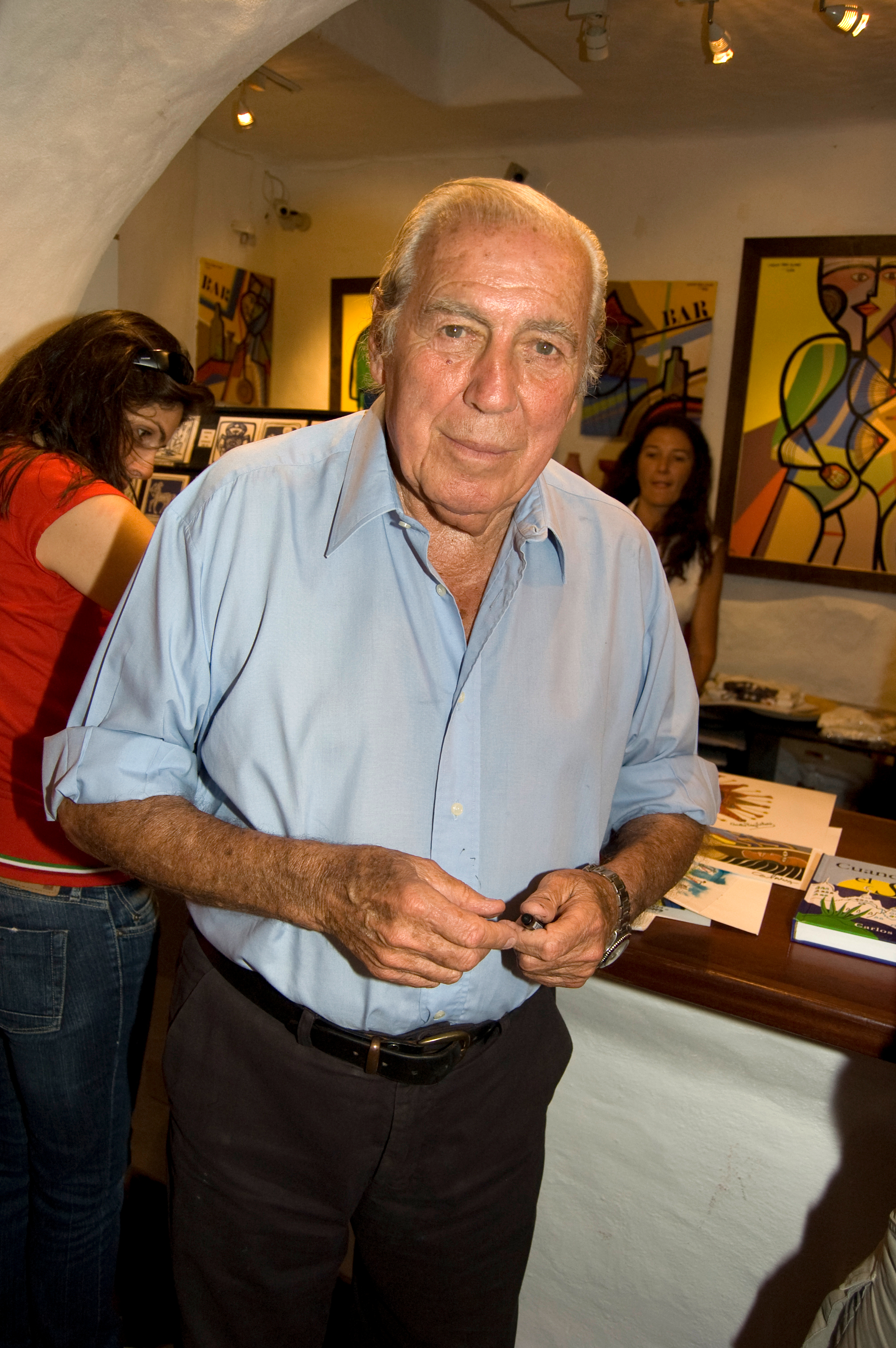
Carlos Páez Vilaró (1923–2014)

- Paez, Alex (* 1963), US-amerikanischer Schauspieler und Synchronsprecher
- Páez, Antonio (* 1956), spanischer Mittelstreckenläufer
- Páez, Betsabé (* 1993), argentinische Hochspringerin
- Paez, Cresente, philippinischer Politiker
- Páez, Enrique (* 1955), spanischer Jugendbuchautor
- Páez, Federico (1880–1974), ecuadorianischer Ingenieur und Diktator
- Páez, Fito (* 1963), argentinischer Rocksänger und Liedermacher
- Páez, Gaspar (* 1986), argentinischer Fußballspieler
- Páez, Guillermo (* 1945), chilenischer Fußballspieler
- Páez, Héctor Leonardo (* 1982), kolumbianischer Mountainbiker
- Páez, Ismael (* 1950), mexikanischer Poolbillardspieler
- Paez, Jorge (* 1965), mexikanischer Boxer im Federgewicht
- Páez, José Antonio (1790–1873), venezolanischer General und Präsident
- Páez, Juan (* 1950), chilenischer Fußballspieler
- Páez, Kendry (* 2007), ecuadorianischer FußballspielerKendry Páez (* 2007)

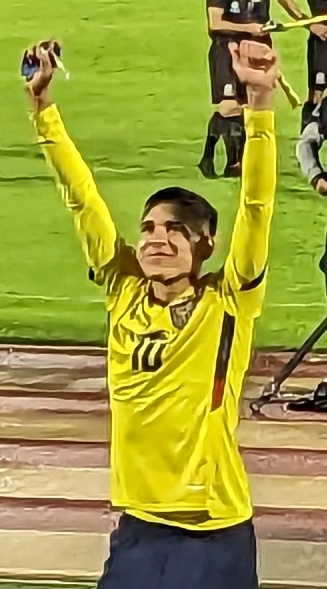
Kendry Páez (* 2007)

- Páez, Pedro (1564–1622), Jesuitenmissionar in Äthiopien
- Páez, Raúl (* 1937), argentinischer Fußballspieler
- Páez, Robert (* 1994), venezolanischer Wasserspringer
- Paezel, Georg (1880–1951), deutscher Kameramann und Kinotechniker